# 1428
1428 (MCDXXVIII) var ett skottår som började en torsdag i den julianska kalendern.

## Händelser

### Mars
- 17 mars – Karl Knutsson (Bonde) framträder som väpnare.

### Okänt datum
- Norge utsätts för plundring och sjöröveri från tyskt håll.
- Landskrona bränns ner av Hansan för att minska konkurrensen från holländska sjöfarare.
- Karl Knutsson gifter sig med Birgitta Turesdotter (Bielke) på Ekeholmens gård i Uppland.

## Födda
- Helena Palaiologina, drottning av Cypern.
- Jean VIII de Bourbon-Vendôme, fransk vasallhertig.
- Isabella av Portugal, drottning av Kastilien.
- Jingtai-kejsaren, kejsare av Kina.
- Maria Ormani, italiensk bokmålare.

## Avlidna
- Matteuccia de Francesco, italiensk nunna.
- Fredrik I, kurfurste av Sachsen från 1423.
- Dirk Potter, nederländsk skald.
- Masaccio, italiensk konstnär.
- Isabella av Foix, regerande furstinna av Andorra.